# Gilbert Valentin
Gilbert Valentin (né le 16 septembre 1928 à Nancy et mort le 31 décembre 2000  à Saint-Laurent-du-Var) est un céramiste, peintre et sculpteur français.

## Biographie
Gilbert Valentin naît à Nancy. Son père, André Valentin, ferronnier d'art, était chargé de l'entretien des grilles Jean Lamour de la place Stanislas et faisait partie de l'école de Nancy. Gilbert Valentin a connu très jeune les créateurs de cette époque : architectes, peintres, sculpteurs, verriers et céramistes. C'est donc tout naturellement qu'il apprend les techniques du fer et du bois. 

### Apprentissage
C'est en 1946 à Dieulefit que Gilbert Valentin découvre la céramique et s'initie aux techniques les plus primitives de cet art. Cette première expérience va bientôt être suivie par un apprentissage professionnel à l'École nationale de Vierzon (aujourd'hui lycée Henri-Brisson) dans la section céramique puis par un travail à la faïencerie de Lunéville-Saint-Clément comme ingénieur céramique. C'est donc avec une grande maîtrise des techniques de la céramique, en particulier des émaux, que l'artiste va aborder sa carrière de céramiste. 

### Période de Vallauris
Le véritable départ date de 1950, au moment où l'artiste décide de s'installer à Vallauris, un grand centre de céramique, pour sa lumière.
Aidé de sa femme Lilette, avec qui il aura cinq enfants, il fonde Les Archanges, où il reçoit dans l'amitié de nombreux artistes, peintres, sculpteurs, musiciens, écrivains, dont Pablo Picasso, Jacques Prévert, Georges Braque ou encore Jean Cocteau, qui se nomme en 1960 président du Club des Archanges. La signature de Gilbert Valentin fera du reste souvent référence au nom de l'atelier des Archanges.
Celui-ci va très vite avoir une vocation multiple ; céramiques, poterie, peinture, sculpture, art du métal, tissage et lithographie.
Pour mieux comprendre l'œuvre céramique de Gilbert Valentin, il faut restituer son activité dans l'évolution générale de la céramique vallaurienne. La petite ville a pendant longtemps été essentiellement un centre de céramique culinaire étant en perte de vitesse au profit d'une production artistique en pleine expansion animée par de nombreux jeunes artistes dont André Baud, Suzanne Ramié, Jean Derval, Roger Capron, Robert Picault, Gilbert Portanié, Francine Delpierre, Albert Diato et bien sûr Picasso.
Comme tous ces céramistes, Gilbert Valentin va activement participer au renouvellement des formes et des décors. Utilisant à cette époque une argile rouge, parfois chamottée achetée à l'Union, la principale fabrique de terre de Vallauris et les émaux de l'usine de l'Hospied de Golfe-Juan, l'artiste s'intéresse à différentes techniques : pièces tournées, modelées ou coulées.
Avec une prédilection pour les pièces robustes, l'artiste renouvelle certaines formes : les pichets sans anse que l'on saisit par le col ainsi que des recherches de formes zoomorphes dans les petites et moyennes pièces. Une des particularités de cette période, très reconnaissable, est le décor abstrait sur un fond granité noir ou gris où sont projetées des taches de couleurs pures (rouge, jaune, orange, bleu turquoise, blanc). En parallèle existent de grands panneaux de céramique très sobres et de grands plats gravés ou décorés. Vendues dans l'atelier même de l'artiste, ces céramiques connaissent un succès certain.
En 1953, Gilbert Valentin promène Picasso dans sa voiture à cornes, photographiée par André Villers, à l'occasion d'une fête populaire organisée en l'honneur de Picasso à Vallauris,,,. Les photos sont publiées dans le livre du photographe André Villers intitulé Picasso à Vallauris
En 1961, Gilbert Valentin produit une série de cadrans solaires pour le village de Coaraze d'après les projets de Jean Cocteau, Henri Goetz ou Ponce de Léon,.
En 1962 est mis au point un brevet de technique des Empreints sur argile en vue d'une réalisation avec Jean Cocteau. Le décès de celui-ci en 1963 va malheureusement mettre fin au projet et à une grande amitié entre les deux artistes. 
À partir de 1963, et surtout dans les années 1970, l'artiste va s'intéresser aux éléments du monde mécanique auxquels il donne, en les assemblant, une vie nouvelle aboutissant à la suite des « Mécaportraits », « Mécasphères » et « Mécasculptures ». Trois parmi les plus importantes Mécasculptures ont été présentées au Salon de mai, sur les terrasses du musée d'Art moderne de la ville de Paris et à la Biennale de Menton.
Valentin s'associe également à des travaux de décoration et d'architecture. En 1978, il réalise pour le C.E.S Picasso à Vallauris deux grandes Mécasculptures polychromes.
L'artiste s'oriente par la suite vers des céramiques faisant de plus en plus appel à un travail de peintre, représentant fleurs, fruits, oiseaux et visages délicats souvent imprégnés de concepts symboliques.

## Collections
Deux belles assiettes de Gilbert Valentin font partie de la collection du musée national de la céramique de Sèvres, et dont Antoinette Faÿ-Hallé fait mention dans son ouvrage intitulé Cinquante ans de céramique française 1955-2005,
On trouve également des céramiques de l'artiste au Musée de la Céramique de Vallauris
Mais aussi au Musée de la poterie méditerranéenne « Les Trente Glorieuses » - Collection de Pascal Marziano

Plusieurs ouvrages faisant référence concernant l'âge d'Or de la céramique française mentionnent le travail de Gilbert Valentin, L'Âge d'or de Vallauris d'Anne Lajoix ainsi que La céramique française des années 50 de Pierre Staudenmeyer et 1947-2017, 70 ans d'expression de la céramique française